# Oratorio dei Santi Filippo e Giacomo (Urbe)
L'oratorio dei Santi Filippo e Giacomo è stato un luogo di culto cattolico situato nella frazione di San Pietro d'Olba, in via Ferriera, nel comune di Urbe in provincia di Savona. Sorge a circa cento metri davanti alla parrocchiale di San Pietro della frazione di San Pietro d'Olba. 

## Storia e descrizione
L'edificio fu eretto nel 1741 con la costituzione della confraternita per volontà dell'allora parroco.
Si presenta a navata unica, con presbiterio quadrato, di una lunghezza totale di circa m 18. In facciata presenta un dipinto raffigurante i santi titolari, posto tra il portone e il rosone.
La confraternita si sciolse nel 1947 e dopo di allora l'oratorio fu adibito ad autorimessa.
Restaurato nel 1999, fu trasformato in salone per convegni.